# シューメーカー (小惑星)
シューメーカー (2074 Shoemaker) は、火星横断小惑星である。アメリカ合衆国の天文学者エレノア・ヘリンがパロマー天文台で発見した。
アメリカ合衆国の天文学者ユージン・シューメーカーから命名された。